# انور مصباح
انور مصباح (انگلیسی: Anwar Mesbah; ۸ آوریل ۱۹۱۳ – ۲۵ نوامبر ۱۹۹۸) وزنه‌بردار اهل مصر بود.
از افتخارات وی میتوان به کسب مدال وزن ۶۷ کیلوگرم در بازی‌های المپیک تابستانی ۱۹۳۶ اشاره کرد.